# Irmãs Ursulinas Filhas de Maria Imaculada
As Irmãs Ursulinas Filhas de Maria Imaculada são um instituto religioso feminino de direito pontifício: os membros desta congregação, chamados Ursulinas de Verona, acrescentam ao seu nome a sigla O.F.M.I..

## História
A congregação foi fundada pelo padre italiano Zefirino Agostini (1813-1896): pároco dos Santos Nazaro e Celso em Verona, começou a se preocupar com a formação das meninas do bairro.
Tentou fazer que as freiras Canossianas abrissem uma escola; sendo estas impossibilitadas, juntamente com algumas paroquianas (Fiorenza Quaranta, Maria Bollezzoli) instituiu a companhia das "Irmãs Devotas de Santa Ângela Merici", cujas regras foram aprovadas pelo bispo Benedetto Riccabona de Reinchenfels, e as irmãs começaram a levar uma vida comum em 1º de novembro de 1856.
O instituto foi erigido como congregação de direito diocesano por decreto do vigário capitular de Verona, Giordano Corsini, de 24 de junho de 1923; recebeu o decreto pontifício de louvor em 14 de março de 1932 e foi aprovado definitivamente pela Santa Sé em 3 de abril de 1940.
Difundiu-se rapidamente por toda a Itália, em 1960 as Ursulinas abriram sua primeira filial no exterior, em Madagascar.
O fundador foi proclamado beato na Praça de São Pedro, em Roma, em 25 de outubro de 1998, pelo Papa João Paulo II.

## Atividades e difusão
As Ursulinas Filhas de Maria Imaculada dedicam-se à atividade educativa nas paróquias, nas escolas, nos colégios, em pensionatos universitários e nas obras assistenciais.
Além da Itália, estão presentes na Suíça, na África (Benim, Burkina Faso, Madagascar, Togo) e nas Américas (Brasil, Chile, Paraguai, Peru, Uruguai); a sede geral fica em Verona.
Em 31 de dezembro de 2005, a congregação contava com 628 religiosas em 78 casas.